# Birchwood Lakes
Birchwood Lakes es un lugar designado por el censo ubicado en el condado de Pike en el estado estadounidense de Pensilvania. En el año 2010 tenía una población de 1.386 habitantes.

## Geografía
Birchwood Lakes se encuentra ubicado en las coordenadas 41°15′11″N 74°54′36″O / 41.25306, -74.91000.